# 夕輝壽太
夕輝 壽太（ゆうき じゅった、1985年5月27日 - ）は、日本の俳優、パーソナルトレーナー。ブラジル出身。スターダストプロモーションを経て、NUMBER EIGHTと業務提携している。

## 来歴
出生地はブラジル。ブラジル人の父と日本人の母をもつ。
5歳で来日し、日本の小・中学校へ通学。高校時代は父の仕事の都合により、ブラジルで過ごす。
原宿でのスカウトをきっかけに芸能界入り。初めての仕事はファッションショーのモデル出演だった。
芸名は母方の祖父が由来。
2006年、『エリンが挑戦! にほんごできます。』への出演で本格デビュー。
『ごくせん 第3シリーズ』、『メイちゃんの執事』、『任侠ヘルパー』などで様々な役柄をこなしている。
2020年、結婚。

## 人物・エピソード
弟がいる。趣味はビリヤード、散歩、ボウリング、映画鑑賞。特技はサッカー、ダンス、ポルトガル語。
『ミュージカル テニスの王子様』への出演時、役柄のため丸刈りにしている。

## 出演

### テレビドラマ
- ごくせん 第3シリーズ（2008年4月 - 6月、日本テレビ） - 村山壽太 役
- キャットストリート 第5話（2008年9月25日、NHK） - 高校生・清 役
- 恋うたドラマSP 第一夜「カムフラージュ」（2008年10月6日、TBS） - 前田周作 役
- ギラギラ（2008年10月 - 12月、テレビ朝日） - 冬真 役
- メイちゃんの執事（2009年1月 - 3月、フジテレビ） - 木場 役
- 任侠ヘルパー（2009年7月 - 9月、フジテレビ） - 六車雅人 役
  - 任侠ヘルパースペシャル（2011年1月9日）
- LIAR GAME Season2（2009年12月 - 2010年1月、フジテレビ） - 牧園ワタル 役
- BUNGO -日本文学シネマ-『富美子の足』（2010年2月22日、TBS） - 宇之吉 役
- インディゴの夜 エピソード11（2010年3月15日、フジテレビ） - 薬の密売人 役
- 美丘-君がいた日々-（2010年7月 - 9月、日本テレビ） - 北村洋次 役
- 祝女〜shukujo〜シーズン2 第16話・第17話 (2010年9月30日 - 2011年3月3日、NHK)
- ナサケの女〜国税局査察官〜（2010年10月 - 12月、テレビ朝日） - 二宮晶太 役
  - ナサケの女スペシャル 〜国税局査察官〜（2012年2月4日）
- 鈴木先生（2011年4月 - 6月、テレビ東京） - 続木護 役
- Oh!デビー（2011年10月、BSスカパー!） - 滝本勤 役
- 俺の空 刑事編 第3話（2011年10月30日、テレビ朝日） - 澤田敏郎 役
- ランナウェイ〜愛する君のために 第6話（2011年12月1日、TBS） - 蔵元宗太 役
- 恋愛ニート〜忘れた恋のはじめ方（2012年1月 - 3月、TBS） - 高橋明 役
- サマーレスキュー〜天空の診療所〜 第4話（2012年8月5日、TBS） - 上原伸宏 役
- つるかめ助産院〜南の島から〜第3話・第6話・第8話（2012年8月28日、NHK総合） - 川野浩司/コージ 役
- てふてふ荘へようこそ（2012年10月 - 12月、NHK BSプレミアム） - 高橋真一 役
- モメる門には福きたる（2013年1月 - 3月、東海テレビ） - 杉浦浩平 役[5]
- ST 警視庁科学特捜班（2013年4月10日、日本テレビ） - 高垣刑事 役
- 歴史迷宮 二人の糸『吉田松陰&高杉晋作 明治への扉を開いた師』（2013年5月29日、NHK） - 高杉晋作 役
- 謎解きはディナーのあとで スペシャル 〜船上探偵・影山〜 CASE2「王子様をお探しでございますか?」（2013年7月31日、フジテレビ）
- 僕のいた時間 第1話（2014年1月8日、フジテレビ） - 坂下柊二 役
- S -最後の警官-（2014年1月 - 3月、TBS） - 馬場カーロス弘樹 役
- 戦力外捜査官 第4話（2014年2月1日、日本テレビ） - 青井明雄 役
- 花咲舞が黙ってない 第7話（2014年5月28日、日本テレビ） - 大塚健人 役
- リーガルハイ・スペシャル（2014年11月22日、フジテレビ） - 所慎平 役
- 家族ノカタチ（2016年1月 - 3月、TBS） - 大野康弘 役
- 伝七捕物帳 第1シリーズ 第2回（2016年7月22日、テレビ朝日） - 竹蔵 役
- THE LAST COP/ラストコップ 第1話（2016年10月8日、日本テレビ） - アキラ 役
- Chef〜三ツ星の給食〜 第4話・第5話（2016年11月3日・10日、フジテレビ） - 木内 役
- 突然ですが、明日結婚します 第1話（2017年1月23日、フジテレビ） - 小島 役
- 月曜名作劇場「鑑識捜査官 亀田乃武夫の臨場ファイル」（2017年8月7日、TBS） - 鷹村祐樹 役
- 警視庁いきもの係 第7話（2017年8月20日、フジテレビ） - 草野天 役
- オトナ高校（2017年10月14日 - 12月9日、テレビ朝日） - 川本・カルロス・有 役[6][7]
- こんなところに運命の人（2018年2月26日 - 3月26日、CBCテレビ） - 西川勝男 役
- PTAグランパ2!（2018年4月8日 - 5月27日、NHK BSプレミアム）- 堂島樹 役[8]
- ヘッドハンター 最終話（2018年6月4日、テレビ東京） - 桑野課長 役
- くノ一忍法帖 蛍火 第8話（2018年7月3日、BSジャパン） - 松戸屋宗一郎 役
- ドラマスペシャル 回帰 警視庁強行犯係・樋口顕（2018年12月14日、テレビ東京） - 小野寺佑 役
- 神酒クリニックで乾杯を 第8話（2019年3月16日、BSテレ東） - 坂巻 役
- インハンド 第9話 - 最終話（2019年6月7日 - 21日、TBS） - 柏木亮 役
- やすらぎの刻〜道 第128話、第130話・第131話（2019年10月2日、10月3日・4日、テレビ朝日） - ジョー・ナカジマ 役

### 配信ドラマ
- オトナ高校スピンオフ〜炎上のチェリークリスマス❤〜（2017年12月17日、AbemaTV） - 川本・カルロス・有 役
- 深夜のダメ恋図鑑【オリジナルエピソード】 おまけFile8「異業種交流会の男」（2018年11月26日、TSUTAYAプレミアム） - 荒間 役

### 映画
- I am 日本人（2006年）
- ごくせん THE MOVIE（2009年） - 村山壽太 役
- 映画 鈴木先生（2013年） - 続木護 役
- さらば あぶない刑事（2016年） - ディーノ・カトウ 役[9]
- HiGH&LOW THE MOVIE2/END OF SKY（2017年） - 大庭國光 役[10]
  - HiGH&LOW THE MOVIE3/FINAL MISSION（2017年）[11]
- ジャンクション29 「結婚の条件」（2019年）

### バラエティ
- ヤレデキ!世界大挑戦（2007年12月1日、TBS）
- 明石家さんちゃんねる（2008年7月9日、TBS） - イケ♂イケ♂イケメン♂パラダイス学園のコーナー
- 日立 世界・ふしぎ発見!（2009年7月18日 - 、TBS） - ゲスト・準レギュラー
- 祝女シーズン2（2011年2月3日・10日、NHK総合） - ゲスト

### 語学番組
- エリンが挑戦! にほんごできます。（NHK教育、2006年10月 - 2011年3月） - 林健太 役

### 舞台
- ミュージカル テニスの王子様 - ジャッカル桑原 役
  - Absolute King 立海 feat.六角 First Service（2006年12月13日 - 2007年1月27日）
  - Dream Live 4th （2007年3月30日 - 31日）
  - Absolute King 立海 feat.六角 Second Service（2007年8月2日 - 9月9日）
  - The Progressive Match 比嘉 feat.立海（2007年12月12日 - 2008年2月11日）
- カムカムミニキーナ 『G(ギガ)海峡～禍福はあざなえる縄のごとし～』(2014年11月、座・高円寺1 / ABCホール)
- カムカムミニキーナ25周年記念第二弾『ダイナリィ＞』(2015年11月12日 - 22日、座・高円寺1)[12]
- 劇団ナンバーエイト旗揚げ公演『シャッター』(2023年12月14日 - 17日、コフレリオ新宿シアター)
- Homecoming Party「START」（2024年3月24日、品川プリンスホテル クラブeX）[13]

### CM
- キヤノン DIGIC（2006年）
- サントリー ジョッキ生（2006年）
- カプコン 任天堂wiiソフト・宝島Zバルバロスの秘宝（2007年）
- NTTドコモ 高速データ通信ドコモ for PC 「鉄人28号登場篇」「鉄人vs.ブラックオックス」篇（2009年）
- ソニーモバイル Xperia A「One-touch Music篇/Backlight Dance篇」（2013年）
- 日本コカ・コーラ社 アクエリアス「みんなのアクエリアス篇」（2013年）
- アクサダイレクト生命保険 「保険はウェブホへ篇」（2013年）
- スズキ・ハスラー(HUSTLER)
  - 「キャンプ篇」(2013年)
  - 「ハスラーＣＦ 受賞記念特別篇」(2014年)
- 日本コカ・コーラ ロイヤルミルクティー紅茶花伝 「２人のCA篇」(2014年)
- ライオン ラクトフェリン「メニュー篇」 (2017年)
- 福井鋲螺 企業広告「社員篇」「営業マン篇」(2018年)
- SONY銀行 外貨なミカタ「海外でのSony Bank Wallet編」(2023年)
- リンナイ 乾太くん「速さで選ぶなら編」(2023年)
- キユーピー あえるパスタソース カルボナーラ(2023年)
- OWNDAYS 「居酒屋編」(2023年)
- フラット35 「ずっと固定金利だから安心編」(2023年)
- 太陽生命保険個人年金「貯めルンルン♪」(2023年)
- ビーワイディージャパンBYD ATTO 3「思い通りに行かない日々」(2024年)
- アサヒ飲料WONDA「New WONDA コクの深味編」(2024年)
- 福井鋲螺「びょうららら 営業社員編」(2024年)

## 書籍

### 写真集
- nachural（2007年8月29日発売、SDP） ISBN 4903620158

滝口幸広、高木心平、小野健斗と自身を含め4人の写真集。